# Nehalennia Corona
Nehalennia Corona est une corona, formation géologique en forme de couronne, située sur la planète Vénus par 14° N et 10° E. Elle est localisée dans le quadrangle de Sappho Patera. Elle a été nommée en référence à Nehalennia, déesse teutonne de la fertilité. 

## Géographie et géologie
Nehalennia Corona couvre une surface circulaire d'environ 345 km de diamètre. 